# Tipula nigroabdominalis
Tipula nigroabdominalis là một loài ruồi trong họ Ruồi hạc (Tipulidae). Chúng phân bố ở vùng Tân nhiệt đới.